# Santo Domingo de Sòria

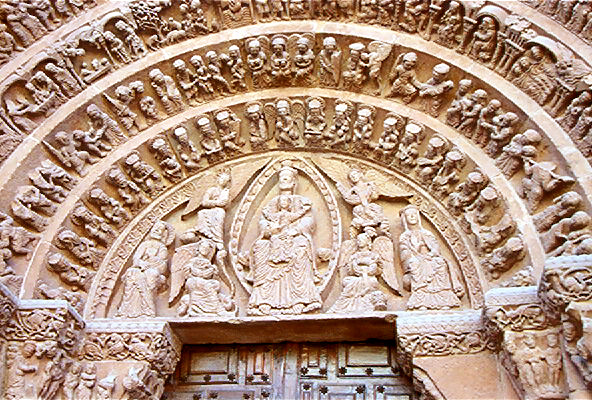
La portada romànica

L'església de Santo Domingo de Sòria és un dels més valuosos monuments de l'arquitectura romànica castellana que s'aixeca a la ciutat de Sòria (Espanya). Aquesta església comprèn tres parts ben diferenciades que es corresponen amb d'altres tantes èpoques i factures. El creuer i la capçalera són de finals del segle xvi d'estil renaixement tardà. El tram que segueix el creuer cap als peus de les naus és un residu del primitiu temple romànic aixecat la primera meitat del segle xii. A aquesta mateixa construcció pertany la torre adossada en el costat nord de l'esmentat tram. Per fi, els tres trams finals i la façana occidental, tot això romànic també, són obra del rei Alfons VIII de Castella, per tant de finals del segle xii.
Convé recordar que Alfons VIII va heretar el tron de Castella l'any 1158 amb tan sols tres anys. Dues poderoses famílies es van disputar la seva interessada tutela: els Lara i els Castro, mentre que la regència va quedar en mans del seu oncle Ferran II de Lleó. En tals circumstàncies la ciutat de Sòria va acollir i ocultar el rei nen, salvaguardant-lo d'imminents perills. Per tant, no ens ha d'estranyar que mostrés el seu agraïment cap a la ciutat celebrant-hi, el 1170, les seves núpcies amb Elionor d'Anglaterra, erigint la nova església de tres naus en substitució de la modesta anterior. La seva esposa Elionor era filla d'Enric II d'Anglaterra i d'Elionor d'Aquitània, de qui va obtenir el ducat d'Aquitània que va aportar com a dot al seu matrimoni (si bé Alfons VIII mai no va poder annexionar-lo a la corona). Això explica que la façana de Nostra Senyora de Poitiers servís possiblement de model per a la de Santo Domingo i que fossin mestres de Poitiers els que intervinguessin en la seva realització. El cert és que aquest frontis, la portada del qual es troba magníficament conservada per haver disposat fins i tot fa poc d'una teulada, representa un dels majors assoliments del romànic espanyol.
La façana s'estructura horitzontalment en dues ordres d'arcs cecs superposats que emmarquen la portada i una rosassa central per sobre d'aquesta. Ambdós pisos presenten un doble conjunt d'arcs geminats a cada costat, sent els inferiors de major altura i esveltesa. La rosassa està dividida en vuit porcions per d'altres tantes columnetes encapitellades sobre les quals tomben arcs decorats. Quatre cercles concèntrics donen lloc a un eixamplament marcat i mostren a les seves dovelles figures i escenes de gran valor compositiu.
Sota la rosassa, dues figures, situades una a cada costat de la portada, representen els monarques fundadors del temple, si bé el desgast que ha sofert la pedra fa l'efígie d'Elionor gairebé no es conegui.
Però sense cap dubte, és la singular portada l'element més valuós de tot el conjunt. Quatre arquivoltes de dovelles ricament llaurades coronen un frontó en el qual destaca en posició central el tradicional pantocràtor amb la seva oval màndorla i els quatre evangelistes, a més de Josep i Maria, completant l'escena. Els arcs descarreguen sobre artístics capitells suportats per columnes adossades que, al seu torn, descansen en un banc corregut. En els capitells s'hi representen escenes de l'Antic Testament, des de la gènesi de la Terra i els astres que poblen l'univers, fins a la creació d'Adam d'una figura de fang i la d'Eva d'una costella d'aquest.
A l'arquivolta interior es representen els vint-i-quatre ancians de l'Apocalipsi (dos per dovella), tots ells portant diversos instruments musicals en actituds de beatífica serenitat. La segona arquivolta escenifica la matança dels sants innocents, el responsable dels quals, Herodes, és aconsellat a cau d'orella per un dimoni amb ales. La tercera arquivolta exhibeix una successió d'esdeveniments evangèlics, com l'Assumpció, la Visitació, l'Anunciació, el naixement de Jesús i l'adoració dels Mags, etc. Per fi, l'última arquivolta conté episodis de la Passió de Jesús i de la Resurrecció.
El 3 de juny de 1931, l'església de Santo Domingo va ser declarada monument històric-artístic.